# Klassisk grekiska
Klassisk grekiska, antik grekiska eller gammalgrekiska är den klassiska varianten av grekiska som talades och skrevs under Atens storhetstid (480-323 f.Kr.) i Antikens Grekland, även kallad den klassiska perioden i grekisk historia. Språket förleds av forngrekiska och förklassisk grekiska (700–480 f.Kr.) och följs av efterklassisk grekiska, koine och nygrekiska.
Den antika grekiskan innefattar en mängd olika dialekter, däribland joniska, attiska, doriska och en efterklassisk grekiska (cirka 100 e.Kr.) som starkt påminner om den attiska (se nedan). Det äldsta bevarade manuskriptet är Derveni-papyrusen. Den grekiska som Nya testamentet är skriven på kallas koine, vilket betyder 'gemensam'.
Antik grekiska, liksom forngrekiska, kan även innefatta all grekiska som inte innefattar nygrekiska.

## Dialekter
Från och med sen järnålder är grekiskans olika dialekter kända. Dessa är:
- Joniska dialekter
  - Attiska
  - Östjoniska dialekter - talades på öarna i Egeiska havet.
- Aioliska dialekter - talades i Boiotien, i Thessalien, på Lesbos och på Mindre Asiens fastland mitt emot Lesbos.
- Arkadisk-kypriska dialekter - talades i Arkadien och på Cypern.
- Västgrekiska dialekter
  - Doriska - talades efter Peloponnesos kust och på de sydliga öarna.
  - Nordvästgrekiska dialekter - talades nordväst om Korintiska viken.

Vissa litterära genrer var bundna till dialekter. Epiken skrevs på östjonisk dialekt, körlyrik sjöngs på doriska, monodisk lyrik på lesbiska och prosa först på östjoniska och senare på attiska.

## Skriftspråk
Efter kontakter med fenicierna började grekerna under andra halvan av 700-talet skriva med alfabetisk skrift. Grekerna övertog feniciernas 22 tecken (enbart konsonanter), deras namn samt de konsonantiska ljudvärden de behövde. De tecken som blev över fick beteckna vokalljud. Dessutom skapade man några nya tecken. Alfabetet skiftade lokalt men med tiden kom det så kallade joniska enhetsalfabetet att användas överallt. I Aten infördes det officiellt år 402/3. Alfabetet används fortfarande i nygrekiskan. Från ett lokalt västgrekiskt alfabet fick etruskiska och latin (romare) sitt alfabet.

## Historia
Grekiska har förmodligen talats i Grekland med början någon gång 2000-1600 f.Kr. Från det grekiska fastlandet spred sig grekerna till Kreta, Rhodos, Cypern och Mindre Asiens västkust. 
Från omkring 1200 f.Kr. är grekiskan känd i inskriptioner på lertavlor från Knossos och Pylos. Tavlorna är skrivna med stavelseskrift och härrör från palatsens räkenskapskamrar.
Omkring 1100 f.Kr. skedde en stor omvälvning, de mykenska palatsen stormades och förstördes, med resultatet att stavelseskriften glömdes bort (utom på Cypern), befolkningen minskade samt att kultur och ekonomi gick tillbaka. Strax härefter skedde folkomflyttningar där greker utvandrade till fler områden kring Mindre Asiens västkust och till öarna i Egeiska havet.
Under 700-talet f.Kr. påbörjades en andra kolonisationsperiod. Thrakiens och Svarta havets kuster, Kyrene, Sicilien och Syditalien koloniserades. Litteraturen blomstrade och nya genrer utvecklas. Bland de kända diktarna finns bland andra Hesiodos och Sapfo. År 480 f.Kr. besegrade grekerna perserna i slaget vid Salamis och säkrade därmed sitt politiska oberoende de följande århundradena. Aten blev den kulturellt dominerande stadsstaten. Där verkade tragöderna Aischylos, Sofokles och Euripides, historieskrivarna Herodotos och Thukydides. Dessutom verkade flera av tidens stora filosofer och vetenskapsmän åtminstone tidvis i Aten, bland dem Platon, Aristoteles, Zenon, Krysippos och Epikuros. Attiskan blev den allt mer dominerande dialekten och kom att till slut ersätta de andra helt.
I Alexander den stores rike, som omfattade Makedonien, Thrakien, Grekland, Mindre Asien, Egypten och allt land bort till Indiens västra gräns, var grekiskan förvaltningsspråket. Greker slog sig ner i städer och byar överallt i området och förde med sig sitt språk och sin bildning. Atens roll övertogs av de nya hellenistiska kungarikenas städer Pergamon, Antiokia och Alexandria. Den dialekt som spreds på detta vis byggde på attiskan och kallades koine.
Under århundradet f.Kr. expanderade romarriket och lade under sig de grekisktalande områdena vid östra Medelhavet, men det innebar inte att grekiskan försvann, tvärtom trängdes grekiskan ut bara i de östra delarna av Alexanders rike dit romarna inte nådde. Under romersk tid uppstod ett motstånd mot vad som ansågs vara stilistiska avarter i den hellenistiska litteraturen och krävde en återgång till den klassiska attiskan. Denna rörelse kallas klassicismen eller atticismen. 
Nya testamentets grekiska har varit föremål för mycken diskussion. I huvudsak består den av sakprosa som är opåverkad av klassicismen men har en del inslag från talspråket och en hel del semitismer.